# Picini
Picini – plemię ptaków z podrodziny dzięciołów (Picinae) w obrębie rodziny  dzięciołowatych (Picidae).

## Zasięg występowania
Do plemienia należą gatunki występujące w Afryce, Eurazji i Ameryce.

## Systematyka
Do plemienia należą następujące rodzaje:
- Pardipicus Bonaparte, 1854
- Geocolaptes Swainson, 1832 – jedynym przedstawicielem jest Geocolaptes olivaceus (J.F. Gmelin, 1788) – dzięciolik ziemny
- Campethera G.R. Gray, 1841
- Dinopium Rafinesque, 1814
- Chloropicoides Malherbe, 1849 – jedynym przedstawicielem jest Chloropicoides rafflesii (Vigors, 1830) – sułtanik oliwkowy
- Gecinulus Blyth, 1845
- Micropternus Blyth, 1845 – jedynym przedstawicielem jest Micropternus brachyurus (Vieillot, 1818) – rdzawodrwal
- Meiglyptes Swainson, 1837
- Chrysophlegma Gould, 1850
- Picus Linnaeus, 1758
- Mulleripicus Bonaparte, 1854
- Dryocopus Boie, 1826
- Celeus Boie, 1831
- Piculus von Spix, 1824
- Colaptes Swainson, 1825